# 제5회 대구단편영화제
제5회 대구단편영화제는 2004년 9월 14일에 열린 시상식이다.

## 수상 및 후보

### 대상
- 핑거프린트 - 조규옥 수상

### 우수상
- 히치하이킹 - 최진성 수상

### 특별상
- 랑데부 - 박은영 수상

### 본선경쟁작
- 견딜 수 없는 것 - 민제휘
- 티, 타임 - 이사무엘
- 곁의 여자 - 유성엽
- 차갑고 좁은 - 강규현
- W C 정글 - 정충환
- 어느 네 팔 소녀의 아주 사소한 이야기 - 김은주
- 길 위에 연. 날다 - 김영준
- 정현아 - 강준원
- 천공 - 왕성익
- 동행 - 강원석
- 내가 아는 흰 난쟁이 - 김희성
- 빛과 동전 - 정승희
- 당신은 피터팬과 키를 재 본 적이 있습니까? - 신철호
- 믐 - 남종기
- 잘돼가? 무엇이든 - 이경미
- 라디오 드림스 - 윤지원

### 애플시네마
- 시선 - 유승조 수상
- 애니 기븐 선데이 - 김종훈 수상
- 인썸니아 - 장명수 수상
- 제 눈에 안경 - 한승환 수상
- 달팽이가 애인보다 좋은 7가지 이유 - 최수영 수상